# Association of Tennis Professionals
L'Association of Tennis Professionals, meglio nota con la sigla ATP, è l'associazione che riunisce i tennisti professionisti di tutto il mondo. Nacque nel settembre 1972 dall'iniziativa di Donald Dell, Jack Kramer e Cliff Drysdale che divenne il primo presidente. Il suo corrispettivo femminile è la WTA.
Scopo principale dell'associazione è quello di tutelare gli interessi dei giocatori relativamente ai vari aspetti dell'attività nonché quello di gestire ed organizzare dei servizi essenziali quali, ad esempio, quello di redigere la classifica mondiale detta, appunto, ranking ATP. La classifica ATP è il presupposto in base al quale l'ATP stila i tabelloni per la partecipazione, su richiesta dei singoli tennisti, ai tornei del circuito internazionale, decidendo teste di serie a priori e scontri diretti a sorteggio.

## Storia
Nel 2009 l'ATP Tour ha preso la nuova denominazione ATP World Tour ed è entrata in vigore la nuova classificazione in 1000 series, 500 series e 250 series, i numeri si riferiscono ai punti assegnati ai vincitori dei vari tornei. A grandi linee i tre circuiti hanno sostituito rispettivamente gli ATP Masters Series, gli International Series Gold e gli International Series.
I 1000 series sono i vecchi ATP Masters Series con l'eccezione del Masters di Amburgo, retrocesso a 500 series e sostituito dal Master di Shanghai. Il Masters di Madrid, ora evento combinato sia maschile che femminile, ha preso il posto di quello di Amburgo nel calendario e il suo posto nella stagione indoor è stato occupato dal torneo cinese.
Dal 2011 è previsto inoltre che anche i Masters di Roma e di Cincinnati si trasformino in eventi combinati.
Sono state previste sanzioni severe per i giocatori che non dovessero presentarsi ai tornei senza autorizzazione medica, condizione non obbligatoria però per il Masters di Montecarlo, inizialmente destinato a diventare un 500, ma poi risparmiato dall'ATP che lo ha reso un torneo senza obbligo di partecipazione.
La Tennis Masters Cup ha preso il nome ATP World Tour Finals ed è stata poi spostata da Shanghai a Londra.
I tornei 500 series sono i vecchi ATP International Series Gold con l'aggiunta di quelli di Washington, Pechino, Basilea, Valencia, poi sostituito da Vienna, e appunto di Amburgo. È stato invece declassato tra le 250 series quello di Stoccarda. Dal 2009 al 2015 anche la Coppa Davis portava dei punti ATP fino a un massimo di 500. Questo valeva solo per gli scontri dei playoff e del World Group che venivano conteggiati tutti congiuntamente e occupavano uno dei posti destinati ai 500 series. 125 punti addizionali andavano ai giocatori capaci di vincere tutti gli 8 singolari (due rispettivamente nei playoff, nei quarti, in semifinale e in finale) e la Coppa Davis.
Nel 2017, le ATP World Tour Finals prendono la denominazione ATP Finals. Nel 2020 il circuito riprende la vecchia denominazione ATP Tour e rimane inalterata la sua struttura, le categorie dei tornei rimangono le stesse ma prendono le denominazioni ATP Tour Masters 1000, ATP Tour 500 e ATP Tour 250.

### Le novità del 2024
A partire dalla stagione 2024 vengono introdotte nuove regole. Ai tennisti che si trovano nella top 350 della classifica ATP vengono riservati fino a otto posti nei tornei ATP Challenger Tour delle categorie 100 e 125. Inoltre i tennisti nella top 250 avranno a disposizione anche due posti nelle qualificazioni e un posto nel tabellone principale dei tornei ATP 250 nelle settimane con tre o più eventi ATP. Novità anche nella distribuzione dei punti nei tornei di bassa fascia. Gli ATP Challenger Tour di ogni categoria avranno i punti assegnati al vincitore immutati, mentre vengono abbassati in tutti gli altri turni, dal finalista al primo turno. Questa diminuzione viene "compensata" aumentando i punti assegnati in tutte le fasi dei tornei ATP 250.

## Descrizione

### ATP Tour
Il circuito è composto da tornei di differente levatura internazionale: i quattro tornei del Grande Slam, considerati i più importanti al mondo (Australian Open, Wimbledon, Roland Garros e US Open), le ATP Finals, i nove tornei dell'ATP Tour Masters 1000, i tornei dell'ATP Tour 500, quelli dell'ATP Tour 250, quelli del circuito Challenger e infine quelli del circuito ITF.
Di questi tornei, quelli del Grande Slam e del circuito ITF sono organizzati dalla ITF, le ATP Finals - torneo di fine anno riservato agli otto giocatori e alle otto coppie di doppio con il numero maggiore di punti collezionati durante la stagione - sono organizzate congiuntamente da ATP e ITF, tutti gli altri sono organizzati dall'ATP. Tutti questi tornei attribuiscono punti per le classifiche ATP di singolare e doppio. Questo è il dettaglio del tour:
| Tipo evento           | Numero | Montepremi               | Punti vincitore  | Organizzatore |
| --------------------- | ------ | ------------------------ | ---------------- | ------------- |
| Grand Slams           | 4      | Variabile                | 2 000            | ITF           |
| ATP Finals            | 1      | 4450000 $                | da 1 100 a 1 500 | ATP & ITF     |
| ATP Tour Masters 1000 | 9      | da 2 450 000 a 3450000 $ | 1 000            | ATP           |
| ATP Tour 500          | 13     | da 755 000 a 1426250 $   | 500              | ATP           |
| ATP Tour 250          | 40     | da 416 000 a 1000 $      | 250              | ATP           |
| ATP Challenger Tour   | 115    | da 35 000 a 150000 $     | da 50 a 175      | ATP           |
| ITF Tour              | 420    | 10 000 o 15000 $         | da 17 a 33       | ITF           |

### Distribuzione dei punti
Vengono apportate delle modifiche prima nel febbraio 2021, e dopo nel 2024 (relative solo al singolare) che prevedono aumenti nei punti dei tornei ATP Tour e diminuzioni sostanziali (del 10% circa) dei punteggi dei tornei ATP Challenger Tour tranne che per il vincitore (e il secondo turno della categoria ATP Challenger 50, l'ultima categoria disponibile) oltre che una riorganizzazione del livello Challenger con la cancellazione delle categorie Challenger 110, 90, 80, e l'introduzione della categoria Challenger 75:
| Categoria                      | V                 | F                                                                                         | SF                                                                                        | QF                                                                                                 | R16                                                                                                | R32                                                                                                | R64                                                                                                | R128                                                                                               | Q                                                                                                  | Q3                                                                                                 | Q2                                                                                                 |
| ------------------------------ | ----------------- | ----------------------------------------------------------------------------------------- | ----------------------------------------------------------------------------------------- | -------------------------------------------------------------------------------------------------- | -------------------------------------------------------------------------------------------------- | -------------------------------------------------------------------------------------------------- | -------------------------------------------------------------------------------------------------- | -------------------------------------------------------------------------------------------------- | -------------------------------------------------------------------------------------------------- | -------------------------------------------------------------------------------------------------- | -------------------------------------------------------------------------------------------------- |
| Grande Slam                    | 2 000             | 1 300                                                                                     | 800                                                                                       | 400                                                                                                | 200                                                                                                | 100                                                                                                | 50                                                                                                 | 10                                                                                                 | 30                                                                                                 | 16                                                                                                 | 8                                                                                                  |
| ATP Finals                     | 1 500max 1 100min | 1 000max 600min                                                                           | 600max 200min                                                                             | 200 per ogni vittoria nel round robin 400 per la vittoria in semifinale 500 per la vittoria finale | 200 per ogni vittoria nel round robin 400 per la vittoria in semifinale 500 per la vittoria finale | 200 per ogni vittoria nel round robin 400 per la vittoria in semifinale 500 per la vittoria finale | 200 per ogni vittoria nel round robin 400 per la vittoria in semifinale 500 per la vittoria finale | 200 per ogni vittoria nel round robin 400 per la vittoria in semifinale 500 per la vittoria finale | 200 per ogni vittoria nel round robin 400 per la vittoria in semifinale 500 per la vittoria finale | 200 per ogni vittoria nel round robin 400 per la vittoria in semifinale 500 per la vittoria finale | 200 per ogni vittoria nel round robin 400 per la vittoria in semifinale 500 per la vittoria finale |
| ATP Tour Masters 1000 (96)     | 1 000             | 650                                                                                       | 400                                                                                       | 200                                                                                                | 100                                                                                                | 50                                                                                                 | 30                                                                                                 | 10                                                                                                 | 20                                                                                                 | | 10                                                                                                 |
| ATP Tour Masters 1000 (48/56)  | 1 000             | 650                                                                                       | 400                                                                                       | 200                                                                                                | 100                                                                                                | 50                                                                                                 | 10                                                                                                 | | 30                                                                                                 | | 16                                                                                                 |
| ATP Cup                        | max S: 750 D: 250 | vedere i dettagli per l'assegnazione dei punti nella sezione Punti ATP della voce ATP Cup | vedere i dettagli per l'assegnazione dei punti nella sezione Punti ATP della voce ATP Cup | vedere i dettagli per l'assegnazione dei punti nella sezione Punti ATP della voce ATP Cup          | vedere i dettagli per l'assegnazione dei punti nella sezione Punti ATP della voce ATP Cup          | vedere i dettagli per l'assegnazione dei punti nella sezione Punti ATP della voce ATP Cup          | vedere i dettagli per l'assegnazione dei punti nella sezione Punti ATP della voce ATP Cup          | vedere i dettagli per l'assegnazione dei punti nella sezione Punti ATP della voce ATP Cup          | vedere i dettagli per l'assegnazione dei punti nella sezione Punti ATP della voce ATP Cup          | vedere i dettagli per l'assegnazione dei punti nella sezione Punti ATP della voce ATP Cup          | vedere i dettagli per l'assegnazione dei punti nella sezione Punti ATP della voce ATP Cup          |
| ATP Tour 500 (48)              | 500               | 330                                                                                       | 200                                                                                       | 100                                                                                                | 50                                                                                                 | 25                                                                                                 | | | 16                                                                                                 | | 8                                                                                                  |
| ATP Tour 500 (32)              | 500               | 330                                                                                       | 200                                                                                       | 100                                                                                                | 50                                                                                                 | | | | 25                                                                                                 | | 13                                                                                                 |
| ATP Tour 250 (48)              | 250               | 165                                                                                       | 100                                                                                       | 50                                                                                                 | 25                                                                                                 | 13                                                                                                 | | | 8                                                                                                  | | 4                                                                                                  |
| ATP Tour 250 (32)              | 250               | 165                                                                                       | 100                                                                                       | 50                                                                                                 | 25                                                                                                 | | | | 13                                                                                                 | | 7                                                                                                  |
| Challenger 175                 | 175               | 90                                                                                        | 50                                                                                        | 25                                                                                                 | 13                                                                                                 | | | | 6                                                                                                  | | 3                                                                                                  |
| Challenger 125                 | 125               | 64                                                                                        | 35                                                                                        | 16                                                                                                 | 8                                                                                                  | | | | 5                                                                                                  | | 3                                                                                                  |
| Challenger 100                 | 100               | 50                                                                                        | 25                                                                                        | 14                                                                                                 | 7                                                                                                  | | | | 4                                                                                                  | | 2                                                                                                  |
| Challenger 75                  | 75                | 44                                                                                        | 22                                                                                        | 12                                                                                                 | 6                                                                                                  | | | | 4                                                                                                  | | 2                                                                                                  |
| Challenger 50                  | 50                | 25                                                                                        | 14                                                                                        | 8                                                                                                  | 4                                                                                                  | | | | 3                                                                                                  | | 1                                                                                                  |
| ITF 25.000$ ITF 25.000$+H      | 25                | 16                                                                                        | 8                                                                                         | 3                                                                                                  | 1                                                                                                  | | | | | | |
| ITF 15.000$ ITF Tour 15.000$+H | 15                | 8                                                                                         | 4                                                                                         | 2                                                                                                  | 1                                                                                                  | | | | | | |

I punti vengono assegnati al vincitore del torneo e ai perdenti dei turni indicati, compresi quelli di qualificazione ad eccezione dei tornei ITF. Un giocatore del tabellone principale passato per le qualificazioni, riceve un bonus da aggiungere ai punti che riceverà in base ai successivi risultati. Ad esempio un giocatore qualificato che perde al primo turno nel tabellone principale di uno Slam riceve 40 punti: 30 di bonus qualificazione più 10 per aver partecipato al primo round. Ai giocatori che al primo turno usufruiscono di un bye e perdono al secondo turno, vengono assegnati i punti equivalenti a quelli di una sconfitta nel primo turno. I giocatori che accedono al tabellone principale di uno Slam o di un Masters 1000 in virtù di una wild card guadagnano punti solo se si qualificano per il secondo turno. Non vengono concessi punti a chi perde al primo turno nei tornei ATP 500, ATP 250, Challenger e ITF.

## Il ranking
Settimanalmente l'ATP pubblica la classifica dei giocatori professionistici chiamata ATP Entry Ranking, stilata sui risultati delle ultime 52 settimane, utilizzata per stilare le entry list e le teste di serie dei tabelloni di tutti i tornei, sia di doppio che di singolare.
I punti guadagnati in ogni torneo saranno dunque validi per 52 settimane, trascorse le quali decadranno, ad eccezione dei punti totalizzati alle ATP Finals, che saranno tolti prima dell'evento di fine anno della stagione successiva. Per armonizzare la classifica con il nuovo sistema di punteggio e il nuovo calendario, ad inizio 2009 tutti i punti sono stati raddoppiati.
La classifica ATP per Paesi è calcolata sommando i punti di tutti i giocatori da ogni Paese.
Parallelamente l'ATP stila anche l'ATP Race, una classifica che considera i risultati acquisiti solo durante la stagione in corso. Questa classifica è la base per l'ammissione alle Finals, di fine anno.

### Ranking singolare attuale (top 20)
| ATP Ranking Singolare, al 28 luglio 2025 | ATP Ranking Singolare, al 28 luglio 2025 | ATP Ranking Singolare, al 28 luglio 2025 | ATP Ranking Singolare, al 28 luglio 2025 | ATP Ranking Singolare, al 28 luglio 2025 |
| N.                                       | Giocatore                                | Punti                                    | +/-                                      |                                          |
| ---------------------------------------- | ---------------------------------------- | ---------------------------------------- | ---------------------------------------- | ---------------------------------------- |
| 1                                        | Jannik Sinner (ITA)                      | 12 030                                   | Stabile                                  |                                          |
| 2                                        | Carlos Alcaraz (ESP)                     | 8 600                                    | Stabile                                  |                                          |
| 3                                        | Alexander Zverev (DEU)                   | 6 030                                    | Stabile                                  |                                          |
| 4                                        | Taylor Fritz (USA)                       | 5 135                                    | Stabile                                  |                                          |
| 5                                        | Jack Draper (GBR)                        | 4 650                                    | Stabile                                  |                                          |
| 6                                        | Novak Đoković (SRB)                      | 4 130                                    | Stabile                                  |                                          |
| 7                                        | Ben Shelton (USA)                        | 3 520                                    | 1                                        |                                          |
| 8                                        | Alex de Minaur (AUS)                     | 3 335                                    | 5                                        |                                          |
| 9                                        | Holger Rune (DNK)                        | 3 250                                    | Stabile                                  |                                          |
| 10                                       | Lorenzo Musetti (ITA)                    | 3 195                                    | 3                                        |                                          |
| 11                                       | Andrej Rublëv (TBA)                      | 3 110                                    | 1                                        |                                          |
| 12                                       | Frances Tiafoe (USA)                     | 2 990                                    | 1                                        |                                          |
| 13                                       | Casper Ruud (NOR)                        | 2 905                                    | 1                                        |                                          |
| 14                                       | Daniil Medvedev (TBA)                    | 2 720                                    | Stabile                                  |                                          |
| 15                                       | Tommy Paul (USA)                         | 2 620                                    | Stabile                                  |                                          |
| 16                                       | Karen Chačanov (TBA)                     | 2 590                                    | Stabile                                  |                                          |
| 17                                       | Flavio Cobolli (ITA)                     | 2 385                                    | 1                                        |                                          |
| 18                                       | Jakub Menšík (CZE)                       | 2 362                                    | 1                                        |                                          |
| 19                                       | Alejandro Davidovich Fokina (ESP)        | 2 225                                    | 7                                        |                                          |
| 20                                       | Grigor Dimitrov (BGR)                    | 2 155                                    | Stabile                                  |                                          |

### Ranking doppio attuale (top 20)
| ATP Ranking Doppio, al 28 luglio 2025 | ATP Ranking Doppio, al 28 luglio 2025 | ATP Ranking Doppio, al 28 luglio 2025 | ATP Ranking Doppio, al 28 luglio 2025 | ATP Ranking Doppio, al 28 luglio 2025 |
| N.                                    | Giocatore                             | Punti                                 | +/-                                   |                                       |
| ------------------------------------- | ------------------------------------- | ------------------------------------- | ------------------------------------- | ------------------------------------- |
| T1                                    | Marcelo Arévalo (SLV)                 | 8 595                                 | Stabile                               |                                       |
| T1                                    | Mate Pavić (HRV)                      | 8 595                                 | Stabile                               |                                       |
| 3                                     | Lloyd Glasspool (GBR)                 | 7 120                                 | Stabile                               |                                       |
| 4                                     | Julian Cash (GBR)                     | 6 615                                 | Stabile                               |                                       |
| T5                                    | Harri Heliövaara (FIN)                | 6 420                                 | Stabile                               |                                       |
| T5                                    | Henry Patten (GBR)                    | 6 420                                 | Stabile                               |                                       |
| 7                                     | Marcel Granollers (ESP)               | 6 135                                 | Stabile                               |                                       |
| 8                                     | Horacio Zeballos (ARG)                | 6 135                                 | Stabile                               |                                       |
| 9                                     | Kevin Krawietz (DEU)                  | 5 835                                 | Stabile                               |                                       |
| 10                                    | Tim Pütz (DEU)                        | 5 745                                 | Stabile                               |                                       |
| 11                                    | Simone Bolelli (ITA)                  | 4 940                                 | 1                                     |                                       |
| 12                                    | Andrea Vavassori (ITA)                | 4 940                                 | 2                                     |                                       |
| 13                                    | Nikola Mektić (HRV)                   | 4 670                                 | 2                                     |                                       |
| 14                                    | Neal Skupski (GBR)                    | 4 620                                 | 1                                     |                                       |
| 15                                    | Jordan Thompson (AUS)                 | 4 375                                 | Stabile                               |                                       |
| 16                                    | Joe Salisbury (GBR)                   | 4 200                                 | Stabile                               |                                       |
| 17                                    | Christian Harrison (USA)              | 3 655                                 | Stabile                               |                                       |
| 18                                    | Evan King (USA)                       | 3 561                                 | Stabile                               |                                       |
| 19                                    | Édouard Roger-Vasselin (FRA)          | 3 375                                 | 2                                     |                                       |
| 20                                    | Hugo Nys (MCO)                        | 3 340                                 | Stabile                               |                                       |

## Premi

### ATP Tournament of the Year
| ATP Tournament of the Year |                                                                     |                                                 |                                        |
|                            | World Series                                                        | Championship Series                             | -                                      |
| 1990                       | Volvo U.S. National Indoor, Memphis                                 | Indianapolis Tennis Championships, Indianapolis | Non assegnato                          |
| 1991                       | Swiss Open Gstaad, Gstaad                                           | Indianapolis Tennis Championships, Indianapolis | Non assegnato                          |
| 1992                       | Tennis Channel Open, Scottsdale                                     | Indianapolis Tennis Championships, Indianapolis | Non assegnato                          |
| 1993                       | Tennis Channel Open, Scottsdale                                     | Indianapolis Tennis Championships, Indianapolis | Non assegnato                          |
| 1994                       | South African Open, Sun City                                        | Indianapolis Tennis Championships, Indianapolis | Non assegnato                          |
| 1995                       | Tel Aviv Open, Tel Aviv                                             | Indianapolis Tennis Championships, Indianapolis | Non assegnato                          |
| 1996                       | Swiss Open Gstaad, Gstaad                                           | Indianapolis Tennis Championships, Indianapolis | Non assegnato                          |
| 1997                       | Austrian Open, Kitzbühel                                            | Indianapolis Tennis Championships, Indianapolis | Non assegnato                          |
|                            | International Series                                                | International Series Gold                       | Super 9 / Masters Series               |
| 1998                       | Dubai Tennis Championships, Dubai                                   | Lipton Championships, Miami                     | Lipton Championships, Miami            |
| 1999                       | Grand Prix de Tennis de Lyon, Lione Tennis Channel Open, Scottsdale | Lipton Championships, Miami                     | Lipton Championships, Miami            |
| 2000                       | Halle Open, Halle                                                   | Lipton Championships, Miami                     | Lipton Championships, Miami            |
| 2001                       | Shanghai Open, Shanghai                                             | Indianapolis Tennis Championships, Indianapolis | Monte Carlo Masters                    |
| 2002                       | Swedish Open, Båstad                                                | Austrian Open, Kitzbühel                        | Sony Ericsson Open, Miami              |
| 2003                       | Swedish Open, Båstad                                                | Dubai Tennis Championships, Dubai               | Sony Ericsson Open, Miami              |
| 2004                       | Swedish Open, Båstad                                                | Dubai Tennis Championships, Dubai               | Sony Ericsson Open, Miami              |
| 2005                       | Swedish Open, Båstad                                                | Dubai Tennis Championships, Dubai               | Sony Ericsson Open, Miami              |
| 2006                       | Swedish Open, Båstad                                                | Dubai Tennis Championships, Dubai               | Sony Ericsson Open, Miami              |
| 2007                       | Swedish Open, Båstad                                                | Abierto Mexicano de Tenis, Acapulco             | Monte-Carlo Rolex Masters, Monte Carlo |
| 2008                       | Swedish Open, Båstad                                                | Dubai Tennis Championships, Dubai               | Sony Ericsson Open, Miami              |
|                            | 250 Series                                                          | 500 Series                                      | Masters 1000                           |
| 2009                       | Swedish Open, Båstad                                                | Dubai Tennis Championships, Dubai               | Shanghai Masters, Shanghai             |
| 2010                       | Swedish Open, Båstad                                                | Dubai Tennis Championships, Dubai               | Shanghai Masters, Shanghai             |
| 2011                       | Swedish Open, Båstad                                                | Dubai Tennis Championships, Dubai               | Shanghai Masters, Shanghai             |
| 2012                       | Swedish Open, Båstad                                                | Dubai Tennis Championships, Dubai               | Shanghai Masters, Shanghai             |
| 2013                       | AEGON Championships, Londra                                         | Dubai Tennis Championships, Dubai               | Shanghai Masters, Shanghai             |
| 2014                       | AEGON Championships, Londra                                         | Dubai Tennis Championships, Dubai               | Indian Wells Open, Indian Wells        |
| 2015                       | Qatar Open ATP, Doha St. Petersburg Open, San Pietroburgo           | AEGON Championships, Londra                     | Indian Wells Open, Indian Wells        |
| 2016                       | Stockholm Open, Stoccolma Winston-Salem Open, Winston-Salem         | AEGON Championships, Londra                     | Indian Wells Open, Indian Wells        |
| 2017                       | Qatar Open ATP, Doha                                                | Abierto Mexicano de Tenis, Acapulco             | Indian Wells Open, Indian Wells        |
| 2018                       | Stockholm Open, Stoccolma                                           | AEGON Championships, Londra                     | Indian Wells Open, Indian Wells        |
| 2019                       | Qatar Open ATP, Doha                                                | Abierto Mexicano de Tenis, Acapulco             | Indian Wells Open, Indian Wells        |

### ATP Race
A partire dal 1º gennaio 2000 l'ATP ha introdotto una nuova classifica mondiale denominata ATP Champions Race, nella quale i punti assegnati sono gli stessi del ranking ATP. Questa classifica prende in considerazione solo i risultati della stagione in corso; ogni giocatore professionista presente nel circuito mondiale parte dal 1º gennaio (ovvero dall'inizio della stagione tennistica regolare) con 0 punti nella classifica ATP Champions Race, il giocatore che chiude la stagione regolare dopo la Masters Cup con più punti nella Race viene premiato ufficialmente durante il Masters di fine anno con il trofeo di ATP Race Champion. Il vincitore della ATP Champions Race è il campione del mondo della stagione tennistica ATP, poiché chiude in prima posizione la corsa al numero uno mondiale ATP dunque numero 1 del mondo a fine stagione. La Race oltre che a definire la corsa al numero uno mondiale a fine stagione e il campione del mondo, è la base per l'ammissione alle ATP Finals. Poco prima dell'inizio della stagione 2009, il trofeo che veniva ufficialmente dato al vincitore a fine stagione è stato ridenominato dapprima ATP World Tour Champion e dal 2010 ATP World tour n1 (2010- in corso) è anche conosciuto dal 1973 più comunemente come year end n1 e il trofeo riservato al vincitore dal 2000 ad oggi come number 1 Trophy o n1 Trophy.
Dal 2021 la sede delle ATP Finals è Torino e la classifica che porta a questo torneo viene chiamata ATP Race to Turin. Tra il 2009 e il 2020 la sede era Londra e veniva chiamata ATP Race to London etc. Con il regolamento attuale hanno accesso alle Finals i primi otto giocatori della ATP Race, a meno che non vi sia un vincitore di una o più prove del Grande Slam posizionato tra l'8º e il 20º posto della ATP Race, nel qual caso quest'ultimo avrà diritto di partecipare alle Finals insieme ai primi sette della ATP Race. Se vi fossero tra l'8º e il 20º posto della ATP Race due vincitori di prove del Grande Slam, parteciperebbe alle Finals solo quello meglio piazzato nella ATP Race insieme ai migliori sette, e l'altro vincitore verrebbe ammesso come riserva (alternate).
| Lista dei campioni ATP Race | Lista dei campioni ATP Race | Lista dei campioni ATP Race |
| Anno                        | Giocatore                   | Punti                       |
| --------------------------- | --------------------------- | --------------------------- |
| 2000                        | Gustavo Kuerten             | 839                         |
| 2001                        | Lleyton Hewitt              | 897                         |
| 2002                        | Lleyton Hewitt              | 873                         |
| 2003                        | Andy Roddick                | 907                         |
| 2004                        | Roger Federer               | 1 267                       |
| 2005                        | Roger Federer               | 1 345                       |
| 2006                        | Roger Federer               | 1 674                       |
| 2007                        | Roger Federer               | 1 436                       |
| 2008                        | Rafael Nadal                | 1 335                       |
| 2009                        | Roger Federer               | 10 550                      |
| 2010                        | Rafael Nadal                | 12 450                      |
| 2011                        | Novak Đoković               | 13 675                      |
| 2012                        | Novak Đoković               | 12 920                      |
| 2013                        | Rafael Nadal                | 13 030                      |
| 2014                        | Novak Đoković               | 11 510                      |
| 2015                        | Novak Đoković               | 16 585                      |
| 2016                        | Andy Murray                 | 12 685                      |
| 2017                        | Rafael Nadal                | 10 645                      |
| 2018                        | Rafael Nadal                | 6 760                       |
| 2019                        | Rafael Nadal                | 9 585                       |
| 2020                        | Novak Đoković               | 6 455                       |
| 2021                        | Novak Đoković               | 9 370                       |
| 2022                        | Carlos Alcaraz              | 6 820                       |
| 2023                        | Novak Đoković               | 9 945                       |
| 2024                        | Jannik Sinner               | 10 330                      |